# Taça Ibérica de Rugby
A Taça Ibérica de Râguebi é uma competição de raguebi disputada anualmente entre os campeões nacionais de Portugal e Espanha. A primeira edição foi disputada em1965.
Entre 1965 e 1971 a competição era disputada por 4 equipas (os campeões e vice-campeões de cada país) numa poule. A competição foi suspensa em 1972 regressando em 1983 com um novo formato em que os campeões de cada país se defrontavam em apenas um jogo. Em 2007–2008 regressou o formato em poule e em 2009 houve uma tentativa de expandir para 4 equipas de cada país, mas a ideia nunca foi implementada. A 6 de janeiro de 2013 a competição voltou a ser disputada num só jogo e o CDUL venceu o Quesos Entrepinares por 24-13, conquistando o seu  3º titulo no regresso da competição após 5 anos de interregno.

## Vencedores
| Edição | Data       | Sede       | Vencedor      | Resultado      | Finalista      |
| ------ | ---------- | ---------- | ------------- | -------------- | -------------- |
| 1ª     | 28-02-1965 | Madrid     | Canoe         | 12 - 9         | CDUL           |
| 2ª     | 19-02-1966 | Lisboa     | Universitari  | 14 - 0         | Barcelona      |
| 3ª     | 19-02-1967 | Barcelona  | Canoe         | 11 - 3         | CDUL           |
| 4ª     | 03-03-1968 | Coimbra    | Cisneros      | 5 - 0          | CDUL           |
| 5ª     | 16-02-1969 | Donostia   | San Sebastián | 3 - 3 Penaltis | CDUL           |
| 6ª     | 01-03-1970 | Lisboa     | Barcelona     | 12 - 8         | Cisneros       |
| 7ª     | 28-02-1971 | Madrid     | Benfica       | 13 - 3         | Canoe          |
| 8ª     | 10-12-1983 | Valencia   | CDUL          | 13 - 3         | Valencia       |
| 9ª     | 08-12-1984 | Lisboa     | CDUL          | 32 - 9         | Santboiana     |
| 10ª    | 14-12-1985 | Madrid     | Cisneros      | 13 - 10        | CDUL           |
| 11ª    | 06-12-1986 | Lisboa     | Benfica       | 21 - 16        | Arquitectura   |
| 12ª    | 03-01-1988 | Sant Boi   | Santboiana    | 23 - 16        | Cascais        |
| 13ª    | 04-12-1988 | Lisboa     | Benfica       | 25 - 4         | Arquitectura   |
| 14ª    | 09-12-1989 | Sant Boi   | Santboiana    | 13 - 6         | CDUL           |
| 15ª    | 08-12-1990 | Lisboa     | Arquitectura  | 25 - 16        | CDUL           |
| 16ª    | 08-12-1991 | Valladolid | El Salvador   | 13 - 0         | Benfica        |
| 17ª    | 06-12-1992 | Cascais    | Cascais       | 12 - 11        | Ciencias       |
| 18ª    | 19-12-1993 | Getxo      | Cascais       | 21 - 19        | Getxo          |
| 19ª    | 08-12-1994 | Cascais    | Ciencias      | 31 - 14        | Cascais        |
| 20ª    | 09-12-1995 | Madrid     | Arquitectura  | 18 - 16        | Cascais        |
| 21ª    | 28-12-1996 | Lisboa     | Cascais       | 14 - 9         | Santboiana     |
| 22ª    | 28-12-1997 | Sant Boi   | Academica     | 15 - 8         | Santboiana     |
| 23ª    | 27-12-1998 | Lisboa     | El Salvador   | 29 - 15        | Técnico        |
| 24ª    | 28-11-1999 | Valladolid | Direito       | 20 - 16        | VRAC           |
| 25ª    | 09-12-2000 | Lisboa     | Canoe         | 26 - 11        | Direito        |
| 26ª    | 29-12-2001 | Valladolid | Benfica       | 19 - 16        | VRAC           |
| 27ª    | 28-12-2002 | Lisboa     | Direito       | 24 - 18        | MARU           |
| 28ª    | 28-12-2003 | Valladolid | El Salvador   | 40 - 34        | Belenenses     |
| 29ª    | 04-06-2005 | Coimbra    | El Salvador   | 32 - 0         | Academica      |
| 30ª    | 26-11-2005 | Sant Boi   | Santboiana    | 26 - 20        | Direito        |
| 31ª    | 16-12-2006 | Lisboa     | Santboiana    | 22 - 16        | Direito        |
| 32ª    | 05-01-2008 | Lisboa     | Agronomía     | 26 - 13        | Direito        |
| 33ª    | 06-01-2013 | Valladolid | CDUL          | 24 - 13        | VRAC           |
| 34ª    | 28-12-2013 | Lisboa     | Direito       | 41 - 11        | VRAC           |
| 35ª    | 28-12-2014 | Valladolid | VRAC          | 32 - 8         | CDUL           |
| 36ª    | 09-01-2016 | Lisboa     | Direito       | 22 - 12        | VRAC           |
| 37ª    | 15-01-2017 | Valladolid | El Salvador   | 27 - 22        | Direito        |
| 38ª    | 23-12-2017 | Lisboa     | VRAC          | 27 - 13        | CDUL           |
| 39ª    | 29-12-2018 | Valladolid | VRAC          | 34 - 25        | Belenenses     |
| 40ª    | 28-12-2019 |            | VRAC          | 28–27          | AEIS Agronomia |
| 41ª    | 27-12-2020 |            | VRAC          | 19–13          | Belenenses     |
| 42ª    | 03-04-2022 | Lisboa     | VRAC          | 44–8           | Técnico        |
| 43ª    | 26-03-2023 | Sant Boi   | Belenenses    | 45–15          | Santboiana     |
| 44ª    | 25-11-2023 | Lisboa     | Direito       | 8–13           | VRAC           |

### Performance por clube
| Equipa               | Títulos | Anos vitórias                            |
| -------------------- | ------- | ---------------------------------------- |
| VRAC                 | 7       | 2014, 2017, 2018, 2019, 2020, 2022, 2023 |
| El Salvador          | 5       | 1992, 1999, 2004, 2005, 2016             |
| S.L. Benfica         | 4       | 1971, 1987, 1989, 2002                   |
| Santboiana           | 4       | 1988, 1990, 2006, 2007                   |
| Direito              | 4       | 2000, 2003, 2013, 2015                   |
| GDS Cascais          | 3       | 1993, 1994, 1997                         |
| Canoe / CRC Madrid   | 3       | 1965, 1967, 2001                         |
| CDUL                 | 3       | 1984, 1985, 2012                         |
| Cisneros             | 2       | 1968, 1986                               |
| Arquitectura         | 2       | 1991, 1996                               |
| CDU Barcelona        | 1       | 1966                                     |
| Atl. San Sebastián   | 1       | 1969                                     |
| FC Barcelona         | 1       | 1970                                     |
| Ciencias Sevilla     | 1       | 1995                                     |
| Académica de Coimbra | 1       | 1998                                     |
| Agronomia            | 1       | 2008                                     |
| Belenenses           | 1       | 2023                                     |

## Títulos por país
| País     | Vit. |
| -------- | ---- |
| Espanha  | 27   |
| Portugal | 17   |

## Ligações Externas
- Site da Federação Portuguesa Rugby
- Palmarés in FER